# Angerona infuscata
Angerona infuscata là một loài bướm đêm trong họ Geometridae.